# Specialisterne
Specialisterne ('Los especialistas', en danés) es una empresa danesa que utiliza las características de personas con trastornos del espectro autista (TEA) como ventajas competitivas en el mercado empresarial.
Specialisterne proporciona servicios como testeo de software, control de calidad y gestión de datos para compañías de todo el mundo. Además Specialisterne forma y evalúa personas con TEA según los requisitos del mundo empresarial.
La compañía proporciona un entorno laboral donde es ‘normal' tener TEA y donde la función del personal es crear el mejor entorno laboral posible para los empleados con TEA.

## Historia
El hijo del fundador, Thorkil Sonne, fue diagnosticado de autismo infantil a la edad de 3 años. Thorkil Sonne se convirtió en presidente de una asociación local de autismo en Dinamarca durante tres años donde aprendió que las personas con TEA raramente tienen la posibilidad de utilizar sus habilidades especiales en el mercado laboral. 
Después de que 15 años de trabajar de IT dentro de compañías de telecomunicación, Thorkil Sonne creó la empresa Specialisterne  en el año 2004 en Copenhague. Specialisterne España se creó el año 2013, con una primera oficina en San Cugat del Vallés (Barcelona), y el año 2014 se abrió una segunda oficina en Madrid.
Aproximadamente el 75% de los empleados de Specialisterne tiene una diagnóstico dentro del espectro del autismo. La compañía incluye programas de capacitación para desarrollar habilidades personales, sociales y profesionales para que personas con TEA accedan a un empleo. Se utilizan varias estrategias apropiadas para las personas con TEA, incluida la tecnología del robot  Lego Mindstorms, que ayuda a detectar las fortalezas, la motivación y las oportunidades de desarrollo del individuo.